# Кіттіля (аеропорт)
Кіттіля (IATA: KTT, ICAO: EFKT), фін. Kittilän lentoasema — аеропорт малої авіації та комерційний аеропорт в Кіттіля, Фінляндія, за Полярним колом. Один з головних аеропортів Північної Фінляндії.

## Авіалінії та напрямки, травень 2022
| Авіакомпанія      | Пункт призначення |
| ----------------- | --- |
| Aer Lingus        | Сезонний чартер: Дублін |
| airBaltic         | Сезонно: Рига |
| Austrian Airlines | Сезонний чартер: Відень |
| easyJet           | Сезонний чартер: Лондон-Гатвік, Бристоль                                                                                     |
| Finnair           | Гельсінкі Сезонний: Івало, Тампере, Турку                                                                                    |
| Helvetic Airways  | Сезонний: Цюрих |
| Lufthansa         | Сезонний: Мюнхен |
| Transavia         | Сезонний чартер: Амстердам                                                                                                   |
| Transavia France  | Сезонний чартер: Париж-Орлі                                                                                                  |
| TUI Airways       | Сезонний чартер: Бристоль, Борнмут, Донкастер-Шеффілд, Східний Мідландс, Лондон-Гатвік, Манчестер, Ньюкасл Сезонно: Единбург |
| TUI fly Belgium   | Сезонний чартер: Брюссель |

## Пасажирообіг
Див. джерело запитів Вікіданих та джерела.

## Статистика[4][5]
| Рік  | Внутрішній пасажирообіг | Міжнародний пасажирообіг | Загальний пасажирообіг | Зміни    |
| ---- | ----------------------- | ------------------------ | ---------------------- | -------- |
| 1983 |                         |                          | 1,821                  |          |
| 1985 |                         |                          | 280                    |          |
| 1990 |                         |                          | 21,103                 |          |
| 1995 |                         |                          | 76,002                 |          |
| 2000 |                         |                          | 170,082                |          |
| 2005 | 155,008                 | 73,693                   | 228,701                | −4.3% ▼  |
| 2006 | 153,338                 | 91,820                   | 245,158                | +7.3% ▲  |
| 2007 | 145,675                 | 94,944                   | 240,619                | −1.8%▼   |
| 2008 | 164,136                 | 101,428                  | 265,564                | +9.8% ▲  |
| 2009 | 165,926                 | 79,387                   | 245,313                | −7.6% ▼  |
| 2010 | 142,197                 | 72,296                   | 214,493                | −12.6% ▼ |
| 2011 | 167,484                 | 71,054                   | 238,538                | +11.3% ▲ |
| 2012 | 186 184                 | 77 243                   | 263 427                | +10.4% ▲ |
| 2013 | 157 465                 | 79 757                   | 237 222                | −9.9% ▼  |
| 2014 | 153 011                 | 81 781                   | 234 792                | −1.0% ▼  |
| 2015 | 140 831                 | 85 988                   | 226 819                | −3.4% ▼  |
| 2016 | 148,286                 | 109,259                  | 257,545                | +13.5% ▲ |
| 2017 | 183,952                 | 141,208                  | 325,160                | +26.3% ▲ |